# Minnagara
Minnagara (altgriechisch Μιννάγαρα oder Μιναγάρα) war eine antike Stadt zwischen dem Narmada und dem Indus im heutigen Sindh. Es erscheint in den antiken Quellen als Hauptort der als (Indo)-Skythien bezeichneten Region. Die genaue Lages des Ortes ist unbekannt, mag jedoch identisch mit dem modernen Thatta sein. Der Name lautet übersetzt vielleicht Stadt Min. Nagara ist im Sanskrit ein geläufiges Wort für Stadt. Isidoros von Charax nennt eine Stadt Min in dieser Region. 

## Antike Quellen
- Periplus Maris Erythraei, 38
- Isidoros von Charax